# Mangabei de Johnston
El mangabei de Johnston (Lophocebus johnstoni) és una espècie de mangabei de la família dels cercopitècids. Fins fa poc se'l considerava una subespècie del mangabei de galtes grises (L. albigena), però el 2007 fou convertit en espècie pròpia per Colin Groves, juntament amb el mangabei d'Osman Hill (L. osmani) i el mangabei d'Uganda (L. ugandae).